# Ricky Koole
 (octobre 2018).
Si vous disposez d'ouvrages ou d'articles de référence ou si vous connaissez des sites web de qualité traitant du thème abordé ici, merci de compléter l'article en donnant les références utiles à sa vérifiabilité et en les liant à la section « Notes et références ».
Ricky Koole, née le 11 septembre 1972 à Delft, est une actrice, auteure-compositrice-interprète et chanteuse néerlandaise.

## Filmographie
- 1996 : La Robe, et l'effet qu'elle produit sur les femmes qui la portent et les hommes qui la regardent de Alex van Warmerdam
- 1996 : The Cherry Pick (nl) de Arno Kranenborg : Marie[2]
- 1999 : Suzy Q (nl) de Martin Koolhoven[3]
- 2000 : Total Loss (nl) de Dana Nechushtan : Muis[4]
- 2000 : Ochtendzwemmers (nl) de Nicole van Kilsdonk[5]
- 2000 : Leak de Jean Van de Velde : Ria de Boer
- 2001 : Vérité apparente de Adam Brooks : Nikki[6]
- 2004 : Honey de Tamar van den Dop : Sister[7]
- 2005 : Offers (nl) de Dana Nechushtan
- 2005 : False Waltz de Mark de Cloe
- 2006 : Le Champion du siècle (Sportman van de Eeuw) de Mischa Alexander : Tjitske[8]
- 2007 : Kapitein Rob en het geheim van professor Lupardi (nl) de Hans Pos[9]
- 2008 : The Silent Army (nl) de Jean van de Velde : Anna Zuiderwijk[10]
- 2011 : Sonny Boy de Maria Peters : Rika van der Lans[11]
- 2012 : Tricked de Paul Verhoeven : Ineke
- 2012 : Little Bird de Boudewijn Koole : July[12]
- 2014 : Anything Goes de Steven Wouterlood : Moeder[13]
- 2016 : De Prinses op de Erwt: Een Modern Sprookje (nl) de Will Koopman : Josée Krans[14]

## Discographie

### Albums studios
- 2004 : Who's Suzy? (sorti le 22 février 2004)
- 2009 : Harmonium Live (sorti le 29 janvier 2009)
- 2010 : To the Heartland (sorti le 22 janvier 2010)
- 2011 : Wind Om Het Huis (sorti le 13 octobre 2011)
- 2014 : No Use Crying (sorti le 6 janvier 2014)
- 2017 : Ricky Koole With Ocobar (sorti le 6 octobre 2017)